# Timelord
| Recensione | Giudizio |
| ---------- | -------- |
| AllMusic   | [ 1 ]    |

Timelord è un album in studio del cantautore scozzese Momus, pubblicato nel 1993. È il secondo di una trilogia musicale, assieme a Voyager ed il coevo Shymess (di The Poison Girlfriend), dedicata alla fantascienza ed è incentrato su un uomo, il Timelord del titolo (l'alter-ego del cantante), alla deriva nello spazio e nei suoi dolorosi pensieri d'amore. Sebbene sempre caratterizzato dalle atipiche sonorità techno già sentite nel precedente disco, questo si presenta meno smaccatamente house e più vicino al classico stile pop alternativo del musicista. Fu il suo ultimo disco pubblicato dall'etichetta Creation Records.

## Il disco
Timelord fu ispirato dalla relazione di Momus con una londinese di origini bengalesi, di nome Shazna, conosciuta nel 1993, durante il suo secondo viaggio in Giappone, che aveva avuto occasione di visitare già l'anno prima in concomitanza con la pubblicazione di Voyager. Il cantante in quel periodo compose decine di canzoni, ma soltanto otto andarono a formare effettivamente l'album. Alcune infatti vennero scartate, come The End of History e London 1888 (che sarebbero poi apparse nella raccolta 20 Vodka Jellies), mentre altre vennero spedite all'artista nipponica The Poison Girlfriend, per la quale stava parallelamente preparando il disco Shyness per la Nippon Columbia. Il cantante condusse da solo le registrazioni nell'allora casa a Cleveland Street di Londra con il solo ausilio di un computer Apple DuoDock 230.
A suggello della tematica amorosa, Momus inserì nel retro-copertina dell'album un ritratto stilizzato di Shazna come "la regina delle ciliegie" accompagnato dall'acronimo WAGTBT (cioè "We Are Going To Be Together").

## Accoglienza
Steve Huey di AllMusic assegna a Timelord due stelle su cinque (il voto più basso dato ad un album dell'artista sul sito), scrivendo: «Descritto da Momus stesso come "l'album che si è sparato ai piedi", Timelord [...] non può essere separato da quel contesto, dal momento che è così specificamente personale e inadeguatamente sviluppato. C'è un vago concetto di viaggio nel tempo che consente di riflettere su vari stadi della vita, ma non ha una presenza abbastanza consistente per legare insieme l'album. E inoltre, è chiaro che la vera preoccupazione di Momus è per il qui e ora. Ci sono alcuni momenti toccanti su Timelord, ma gran parte del dettaglio lirico suona come se avesse molto più significato per Momus che per un pubblico in ascolto. Ciò che affonda davvero l'album, però, è che la musica spesso si sente frettolosa e senza sottotitoli, fluttuando nell'etere senza lasciare molta impressione. Il risultato è un disco difficile che, sfortunatamente ma forse non imprevedibilmente, ha segnato la fine dei legami di Momus con la Creation.»

## Tracce
1. Platinum – 4:43
2. Enlightment – 4:30
3. You've Changed – 3:43
4. Landrover – 5:06
5. Rhetoric – 5:09
6. Suicide Pact – 3:35
7. Christmas On Earth – 5:07
8. Breathless – 4:16